# Haliotis rufescens
Haliotis rufescens är en snäckart som beskrevs av William Swainson 1822. Haliotis rufescens ingår i släktet Haliotis och familjen Haliotididae. Inga underarter finns listade i Catalogue of Life.

## Bildgalleri

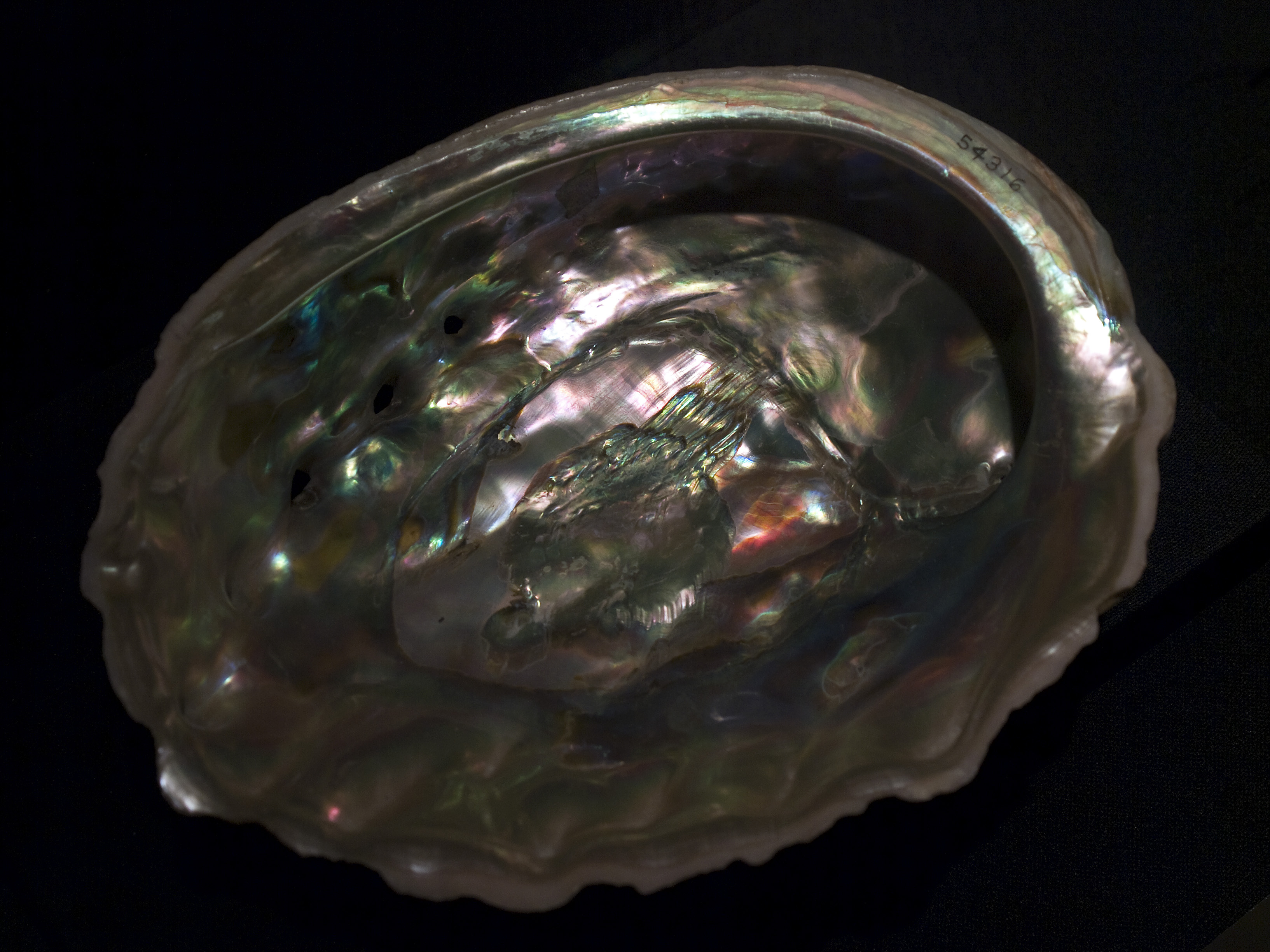
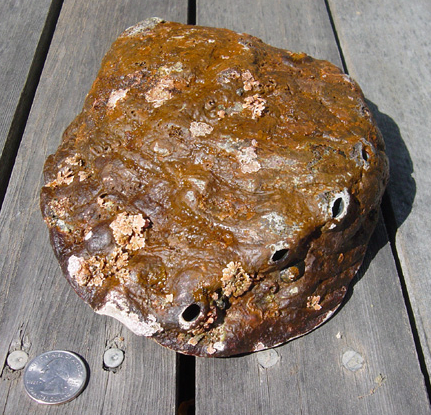